# Geissorhiza cataractarum
Geissorhiza cataractarum är en irisväxtart som beskrevs av Peter Goldblatt. Geissorhiza cataractarum ingår i släktet Geissorhiza och familjen irisväxter. Inga underarter finns listade i Catalogue of Life.